# Finn Bálor
Fergal Devitt (Bray, Condado de Wicklow, 25 de julio de 1981) es un luchador profesional irlandés que trabaja para la WWE, donde compite en la marca Raw bajo el nombre de Finn Bálor. Fue ampliamente conocido como Prince Devitt, durante aproximadamente una década, en el circuito independiente y New Japan Pro-Wrestling (NJPW). Esporádicamente utiliza su alter ego bajo el nombre de The Demon King Finn Bálor, mayormente en combates titulares o eventos especiales. 
Devitt ha sido una vez Campeón Mundial al haber sido el primer Campeón Universal de la WWE. También dos veces Campeón Intercontinental de la WWE, una vez Campeón de Estados Unidos de la WWE, tres veces Campeón Mundial en Parejas, dos veces Campeón en parejas de WWE, dos veces Campeón de NXT, tres veces Campeón Peso Pesado Júnior de la IWGP, seis veces Campeón en Parejas Peso Pesado Júnior de la IWGP, una vez Campeonato de Peso Crucero británico de la RPW, una vez Campeón Mundial Histórico Peso Medio de NWA. Su primer reinado como Campeón de NXT es el segundo más largo de la historia. Fue dos veces ganador del torneo Best of Super Juniors en 2010 y 2013 y fue el primer ganador del Dusty Rhodes Tag Team Classic junto a Samoa Joe además de ser Campeón Indiscutible en Parejas de la WWE en dos ocasiones, ostentando el Campeonato en Parejas de Raw y el Campeonato en Parejas de SmackDown junto a Damian Priest. 
Debido a su extensa trayectoria, y su gran número de campeonatos obtenidos en diversas empresas a lo largo del mundo, Devitt es considerado uno de los luchadores irlandeses más consagrados de todos los tiempos en la lucha libre.

## Carrera

### Carrera temprana (2000-2007)

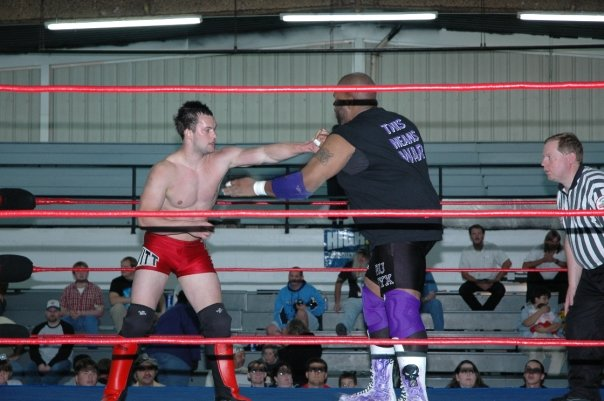
Devitt luchando contra Dru Onyx en 2004.

Después de entrenar en NWA UK Hammerlock, Devitt debutó para ellos en el año 2000 a la edad de 18 años, y pronto ganó el Campeonato Peso Pesado de NWA British Commonwealth. Después de graduarse, su carrera como luchador comenzó rápidamente, y comenzó a recorrer Irlanda, el Reino Unido y los Estados Unidos. A mediados de 2002, Devitt, junto con Paul Tracey, abrió NWA Ireland, su propia promoción de lucha libre con sede en Irlanda. La promoción pronto se convirtió en el grupo hermano de NWA UK Hammerlock, ya que ambos se promocionaron bajo el estandarte de NWA. Como parte de NWA Ireland, Devitt presentó a la futura competidora de WWE, Becky Lynch.
El 8 de octubre de 2005, en Nashville Tennessee, en el NWA 57th Anniversary Show, Devitt derrotó a Dru Onyx paa ganar su segundo Campeonato Peso Pesado de NWA British Commonwealth. Después del combate, ambos participantes fueron invitados al New Japan Inoki Dojo en Santa Mónica (California) para entrenar. A fines de 2005, Devitt también comenzó a trabajar para la Millennium Wrestling Federation (MWF), con sede en los Estados Unidos. Hizo su debut en un Triple Threat match el 5 de noviembre en Soul Survivor III, desafiando el Campeonato de Televisión de MWF contra el campeón Eddie Edwards y John Walters. Hizo su debut en la televisión en la edición de noviembre de MWF Ultra, en un combate contra Osirus. Después de impresionar a muchos promotores y entrenadores, fue invitado a entrenar en el dojo principal de Nuevo Japón en Tokio, donde, a principios de 2006, comenzó a entrenar el estilo japonés de la lucha libre profesional. Perdió el Campeonato Peso Pesado de NWA British Commonwealth ante Karl Anderson en marzo de 2006.
En junio de 2007, Devitt participó en un torneo para la National Wrestling Alliance (NWA) llamado "Reclaiming the Glory", que debía coronar a un nuevo Campeón Mundial Peso Pesado de NWA. El campeonato había sido controlado por Total Nonstop Action Wrestling (TNA) durante varios años, pero en 2007 NWA había terminado su acuerdo con TNA. En la primera ronda, Devitt derrotó al luchador australiano Mikey Nicholls, pero perdió en la segunda ronda contra Bryan Danielson.

### New Japan Pro-Wrestling (2006-2014)

#### 2006-2008
El día después de perder el Campeonato Peso Pesado de British Commonwealth, Devitt firmó un contrato con New Japan Pro-Wrestling (NJPW) en marzo de 2006. En abril de 2006, hizo su debut en NJPW contra El Samurái, usando el nombre de Prince Devitt. Más tarde, Devitt declaró en una entrevista con PowerSlam Mag que New Japan lo rebautizó como Prince Devitt porque nadie japonés podía pronunciar su nombre real. Originalmente iba a llamarse King Davit, hasta que la gente comenzó a cuestionarse por qué el joven de 24 años ya sería un rey. Eventualmente, a Simon Inoki se le ocurrió el nombre de Prince Devitt, que Devitt también prefirió. En mayo de 2006, New Japan comenzó a celebrar eventos exclusivos de marca, y Devitt fue asignado a la marca Wrestle Land, debutando con una máscara como el segundo Pegasus Kid, lo que llevó a comparaciones entre Devitt y el original Pegasus Kid, Chris Benoit.
Durante su gira por New Japan a finales de agosto y principios de septiembre, comenzó a competir nuevamente como su identidad de Prince Devitt, utilizando un gimmick de superestrella irlandesa. Eventualmente, cambió a heel y comenzó a trabajar en equipo con Control Terrorism Unit (CTU)en un rol de aprendiz. Mientras trabajaba en equipo con CTU, comenzó una racha perdedora, lo que agravó a sus compañeros de equipo a tal punto que ya no querían tener nada que ver con él. Esto llevó a que se le diera una última oportunidad el 6 de octubre, donde estuvo a la altura e impresionó a sus compañeros de CTU lo suficiente como para continuar su asociación con ellos. Para solidificar su estatus con el grupo, Devitt se asoció con el líder de la CTU, Jyushin Thunder Liger para enfrentarse a Wataru Inoue y Ryusuke Taguchi. En un giro enorme, Devitt fue el que le otorgó la victoria a su equipo. Desde entonces, fue oficialmente reconocido como un miembro de CTU.
Su impulso se detuvo en enero de 2007, cuando sufrió una grave lesión en la rodilla, margándole de la acción en New Japan hasta principios de mayo de ese año. Después de la lesión, volvió a la acción, mostrando una gran mejoría y fue promocionado por su compañero de equipo CTU, Minoru, como el futuro ganador del torneo Best of the Super Juniors 2007. Sin embargo, cuando el torneo se llevó a cabo en junio de 2007, Devitt no anotó puntos y fue eliminado rápidamente de la competencia. Tras el repliegue de CTU en agosto de 2007, Devitt y Minoru se unieron al nuevo grupo RISE, formando un dúo llamado "Prince Prince", una referencia tanto al nombre de Devitt como al apodo de Minoru, "Black Prince". En noviembre de 2007, TNA hizo una gira por Japón, durante la cual Devitt y Minoru fueron derrotados por los luchadores de TNA, Senshi y Christopher Daniels.
El 27 de enero de 2008, Devitt y Minoru ganaron los Campeonatos Peso Pesado Júnior en Parejas de IWGP, el primer reinado titular importante de Devitt. Perdieron los campeonatos ante Akira y Jyushin Thunder Liger en febrero, antes de recuperarlos el 21 de julio. Después de un reinado de casi tres meses, perdieron los campeonatos ante No Limit (Tetsuya Naito y Yujiro) en octubre.

#### 2009-2012
Devitt se asoció con Ryusuke Taguchi como Apollo 55 (アポロ・ゴー・ゴー Aporo Gō Gō) y el 5 de julio de 2009 en Circuit 2009 New Japan Soul derrotaron a The Motor City Machine Guns (Alex Shelley y Chris Sabin) para ganar los Campeonatos Peso Pesado Júnior en Parejas de IWGP. El 30 de mayo, Devitt participó en el torneo Best of the Super Juniors 2009. Después de ganar las primeras rondas, Devitt avanzó a las semifinales, donde derrotó a Kota Ibushi. Al final, Devitt fue derrotado en la final del torneo por Koji Kanemoto. En diciembre, Devitt ingresó en la Super J-Cup 2009. Después de derrotar a Atsushi Aoki, Danshoku Dino y Yamato, Devitt fue nuevamente derrotado en la final del torneo, esta vez por Naomichi Marufuji. El 4 de enero de 2010, en Wrestle Kingdom IV en Tokyo Dome, Devitt y Taguchi defendieron con éxito los Campeonatos Peso Pesado Júnior en Parejas de IWGP contra Averno y Último Guerrero. El 21 de abril, Devitt y Taguchi fueron despojados de los títulos, después de no defenderlos durante 30 días. El 8 de mayo, los dos ingresaron al Torneo Super J Tag en un intento por recuperar los campeonatos, pero fueron derrotados por El Samurái y Koji Kanemoto.
El 30 de mayo, Devitt ingresó al torneo Best of the Super Juniors 2010 y dos semanas más tarde sobrevivió a las primeras rondas, avanzando a las semifinales del torneo. El 13 de junio, Devitt venció por primera vez a Taiji Ishimori en las semifinales y luego a Kota Ibushi en la final para ganar el torneo y ganar una oportunidad por el Campeonato Peso Pesado Júnior de IWGP de Naomichi Marufuji. El 19 de junio en Dominion 6.19, Devitt derrotó a Marufuji para ganar el Campeonato Peso Pesado Júnior de IWGP por primera vez. Once días más tarde, Devitt, Taguchi y Hirooki Goto ganaron el Torneo J Sports Crown Openweight 6 Man Tagnament, derrotando a Hiroshi Tanahashi, TAJIRI y Kushida en la final. Devitt hizo su primera defensa exitosa del Campeonato Peso Pesado Júnior de IWGP el 11 de julio, derrotando a Atsushi Aoki de Pro Wrestling Noah. Poco más de una semana después, el 19 de julio, Devitt y Taguchi derrotaron a Koji Kanemoto y El Samurái para ganar los Campeonatos Peso Pesado Júnior en Parejas de IWGP por segunda vez en conjunto. En agosto, Devitt ingresó al torneo más grande del año en Japón, el G1 Climax, como sustituto del lesionado Naomichi Marufuji. Devitt logró ganar cuatro de sus siete combates de la primera ronda, incluyendo una gran victoria sobre el ex Campeón Peso Pesado de IWGP Hiroshi Tanahashi, pero no logró avanzar a la final por la falta de un punto. El 3 de septiembre, Devitt hizo su segunda defensa exitosa del Campeonato Peso Pesado Júnior de IWGP, derrotando al representante de DDT Pro-Wrestling Kenny Omega. Omega y Kota Ibushi, el equipo conocido colectivamente como los Golden☆Lovers, regresaron el 11 de octubre en Destruction '10 y derrotaron a Devitt y Taguchi para ganar los Campeonatos Peso Pesado Júnior en Parejas de IWGP.

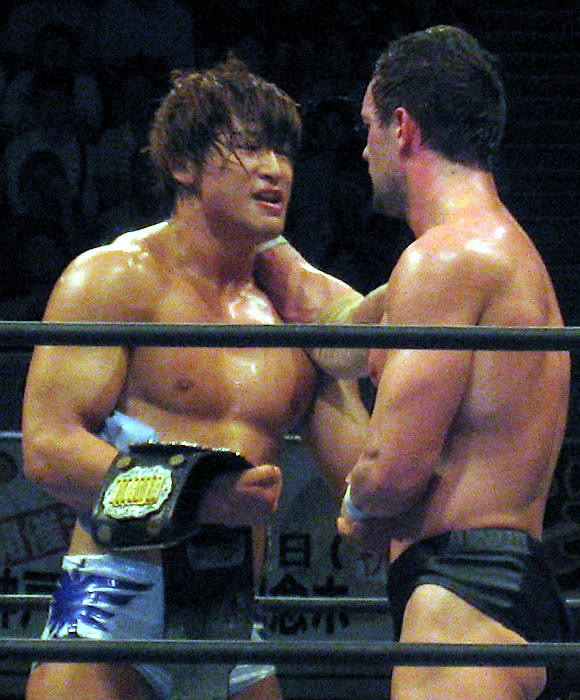
Devitt después de perder el Campeonato Peso Pesado Júnior de IWGP ante Kota Ibushi en Dominion 6.18.

El 11 de diciembre, Devitt hizo su tercera defensa exitosa del Campeonato Peso Pesado Júnior de IWGP, derrotando a otro outsider de New Japan, Davey Richards. El 4 de enero de 2011, en Wrestle Kingdom V en Tokyo Dome, Devitt defendió con éxito el Campeonato Peso Pesado Júnior de IWGP contra Kota Ibushi, vengando la derrota en la lucha por los Campeonatos Peso Pesado Júnior en Parejas de IWGP. El 23 de enero en Fantastica Mania 2011, un evento patrocinado por New Japan y Consejo Mundial de Lucha Libre (CMLL) en Tokio, Devitt y Taguchi derrotaron a Kenny Omega y Kota Ibushi para recuperar los Campeonatos Peso Pesado Júnior en Parejas de IWGP, convirtiendo a Devitt en un doble Campeón de IWGP por segunda vez. Devitt continuó su racha de defender el Campeonato Peso Pesado Júnior de IWGP contra los extranjeros de New Japan, cuando defendió con éxito el título ante Taka Michinoku el 20 de febrero y Kushida el 19 de marzo. En mayo, Devitt participó en el Invasion Tour 2011, la primera gira de New Japan por los Estados Unidos, durante la cual defendió exitosamente el Campeonato Peso Pesado Júnior de IWGP contra Low Ki el 14 de mayo en New York City y los Campeonatos Peso Pesado Júnior en Parejas de IWGP contra el Strong Style Thugz (Homicide y Low Ki) el 15 de mayo en Filadelfia, Pensilvania. El 26 de mayo, Devitt ingresó al torneo Best of the Super Juniors 2011. Después de perder su primer combate contra Davey Richards, Devitt tuvo una racha de siete victorias consecutivas para terminar en primer lugar en las primeras rondas del torneo. El 10 de junio, Devitt fue eliminado del torneo en las semifinales por su compañero del equipo, Ryusuke Taguchi. El 18 de junio en Dominion 6.18, Devitt perdió el Campeonato Peso Pesado Júnior de IWGP ante el ganador de Best of the Super Juniors, Kota Ibushi, terminando su reinado en 364 días.
El 23 de junio, Devitt, Taguchi y Hirooki Goto ganaron su segundo torneo J Sports Crown Openweight 6 Man Tag al derrotar al equipo de Giant Bernard, Jyushin Thunder Liger y Karl Anderson en la final del torneo de tres días. El 24 de julio, Devitt recibió su revancha por el Campeonato Peso Pesado Júnior de IWGP en un evento de DDT, pero no pudo recuperar el título de Ibushi. Esto llevó a un combate el 14 de agosto, donde Apollo 55 defendió con éxito los Campeonatos Peso Pesado Júnior en Parejas de IWGP contra los Golden☆Amantes. El 11 de septiembre, Apollo 55 derrotó a Taichi y Taka Michinoku para hacer su séptima defensa exitosa de los Campeonatos Peso Pesado Júnior en Parejas de IWGP. rompiendo el récord de mayor número de defensas durante un solo reinado. Cuando Kota Ibushi se vio obligado a abandonar el Campeonato Peso Pesado Junior de IWGP después de dislocarse el hombro izquierdo, Devitt, como el campeón anterior, fue puesto en un combate para determinar un nuevo campeón. El 19 de septiembre, Devitt derrotó a Kushida para ganar el Campeonato Peso Pesado Júnior de IWGP por segunda vez. El 10 de octubre en Destruction '11, Devitt y Taguchi perdieron los Campeonatos Peso Pesado Júnior en Parejas de IWGP ante No Remorse Corps (Davey Richards y Rocky Romero). Devitt hizo la primera defensa exitosa del Campeonato Peso Pesado Júnior de IWGP el 12 de noviembre en Power Struggle, derrotando a Taka Michinoku, así como también al hombre que lo había derrotado en la lucha por los Campeonatos Peso Pesado Júnior en Parejas de IWGP, Davey Richards, en su segunda defensa el 4 de diciembre. El 23 de diciembre, Devitt derrotó a la otra mitad de No Remorse Corps, Rocky Romero, para hacer su tercera defensa del Campeonato Peso Pesado Júnior de IWGP. El 4 de enero de 2012 en Wrestle Kingdom VI en Tokyo Dome, Devitt y Taguchi derrotaron a Richards y Romero para volver a ganar los Campeonatos Peso Pesado Júnior en Parejas de IWGP, iniciando el sexto reinado de Devitt como la mitad de los campeones. El 12 de febrero en The New Beginning, Apollo 55 volvió a perder los Campeonatos Peso Pesado Júnior en Parejas de IWGP ante No Remorse Corps. Esto condujo a un combate el 10 de marzo, donde Devitt derrotó a Davey Richards para hacer su cuarta defensa exitosa del Campeonato Peso Pesado Júnior de IWGP.
El 14 de marzo de 2012, Devitt viajó a México para su primera gira por el país con la promoción del Consejo Mundial de Lucha Libre, como parte de una relación de trabajo entre New Japan y CMLL. Después de ser apartado de la acción en el ring debido a una lesión en la pantorrilla en su primera semana en México, Devitt debutó en CMLL el 23 de marzo, haciendo equipo con Marco Corleone & Rush en un Six-man Tag Team match, donde se enfrentaron a Mephisto, Último Guerrero & Volador Jr. Después de cubrir a Volador Jr. para conseguir la victoria, Devitt lo desafió a un combate por el Campeonato Mundial Peso Medio Histórico de NWA. El 30 de marzo, Devitt derrotó a Volador Jr. para convertirse en el nuevo Campeón Mundial Medio Histórico de NWA. El 3 de mayo en Wrestling Dontaku 2012, Devitt perdió el Campeonato Peso Pesado Júnior de IWGP ante Low Ki en su quinta defensa, terminando su segundo reinado en 227 días. El 27 de mayo, Devitt ingresó al torneo Best of the Super Juniors 2012, en el cual comenzó con derrotas contra Kushida y Taichi. Devitt se recuperó, ganando cinco de sus seis combates restantes, incluyendo una victoria sobre Jyushin Thunder Liger en el último round-robin match del torneo el 9 de junio, para terminar en segundo lugar y avanzar a las semifinales del torneo. Al día siguiente, Devitt fue eliminado del torneo en las semifinales por Low Ki. El 8 de julio, Devitt derrotó a Taichi para hacer su primera defensa exitosa del Campeonato Mundial Peso Medio Histórico de NWA. Su segunda defensa exitosa del título se llevó a cabo el 29 de julio, cuando derrotó al campeón anterior Volador Jr. en una revancha en el evento principal de un evento de Nuevo Japón en Korakuen Hall. El 12 de septiembre, Devitt regresó a México para otra gira con CMLL. Devitt tuvo su primera lucha en CMLL dos días después en el show del 79 ° Aniversario, donde él, Atlantis & Místico II fueron derrotados en un Six-man Tag Team match por Dragón Rojo Jr., Negro Casas & Último Guerrero, cuando Rojo cubrió a Devitt para conseguir la victoria. El 21 de septiembre, Devitt fue derrotado nuevamente por Rojo en un Six-man Tag Team match, donde se asoció con Blue Panther & La Sombra para enfrentar a Rojo, Mr. Águila & Taichi. Después, Devitt aceptó el desafío de Rojo para una lucha por el Campeonato Mundial Peso Medio Histórico de NWA. El 28 de septiembre en el show CMLL Súper Viernes, Devitt perdió el título ante Rojo, terminando su reinado a 182 días.
Devitt regresó a Nuevo Japón el 8 de octubre en King of Pro-Wrestling, desafiando al Campeón Peso Pesado Junior de IWGP Low Ki a una lucha por el título, después de haber recuperado el título de manos de Kota Ibushi. El 21 de octubre, Apollo 55 participó en el torneo Super Jr. Tag 2012, derrotando a Chaos World Wrestling Warriors (Brian Kendrick and Low Ki) en la primera ronda. El 2 de noviembre, Devitt & Taguchi derrotaron a los Campeones Peso Pesado Júnior en Parejas de IWGP Forever Hooligans (Alex Koslov & Rocky Romero), para avanzar a la final del torneo, donde, más tarde ese mismo día, fueron derrotados por Time Splitters (Alex Shelley and Kushida). El 11 de noviembre en Power Struggle, Devitt derrotó a Low Ki para ganar el Campeonato Peso Pesado Júnior de IWGP por tercera vez en su carrera.

#### 2013-2014
El 4 de enero de 2013 en Wrestle Kingdom 7 en el Tokyo Dome, Devitt derrotó a Low Ki y Kota Ibushi en un raro Triple Threat match en su primera defensa exitosa del título. Después de su victoria, Devitt aceptó un desafío por el título hecho por su compañero de equipo, Ryusuke Taguchi. El 3 de febrero, Devitt obtuvo una gran victoria, cuando fichó al actual Campeón Peso Pesado de IWGP Hiroshi Tanahashi en un combate por equipos, donde él y Karl Anderson se enfrentaron a Tanahashi y Taguchi. Siete días después, Devitt derrotó a Taguchi en The New Beginning para su segunda defensa exitosa del Campeonato Peso Pesado Júnior de IWGP. El 3 de marzo, Devitt compitió en el evento principal del show del cuarto aniversario de Nuevo Japón, perdiendo ante Hiroshi Tanahashi en una lucha no titular. Después de la derrota, Devitt comenzó a retratar a una persona más arrogante y malvada, que regularmente le faltaba al respeto tanto a sus socios como a sus oponentes, con la excepción de Ryusuke Taguchi, a quien trató de aceptar junto con su nueva actitud. El 5 de abril, Devitt derrotó a Alex Shelley por su tercera defensa exitosa del Campeonato Peso Pesado Júnior de IWGP. Dos días más tarde en Invasion Attack, Apollo 55 desafió sin éxito a Time Splitters por los Campeones Peso Pesado Júnior en Parejas de IWGP, después de lo cual Devitt traicionó a Taguchi, poniendo fin a la larga asociación entre los dos, y debutó Bad Luck Fale como su nuevo "gorila", mientras también se dobló a sí mismo el "Real Rock 'n' Rolla".

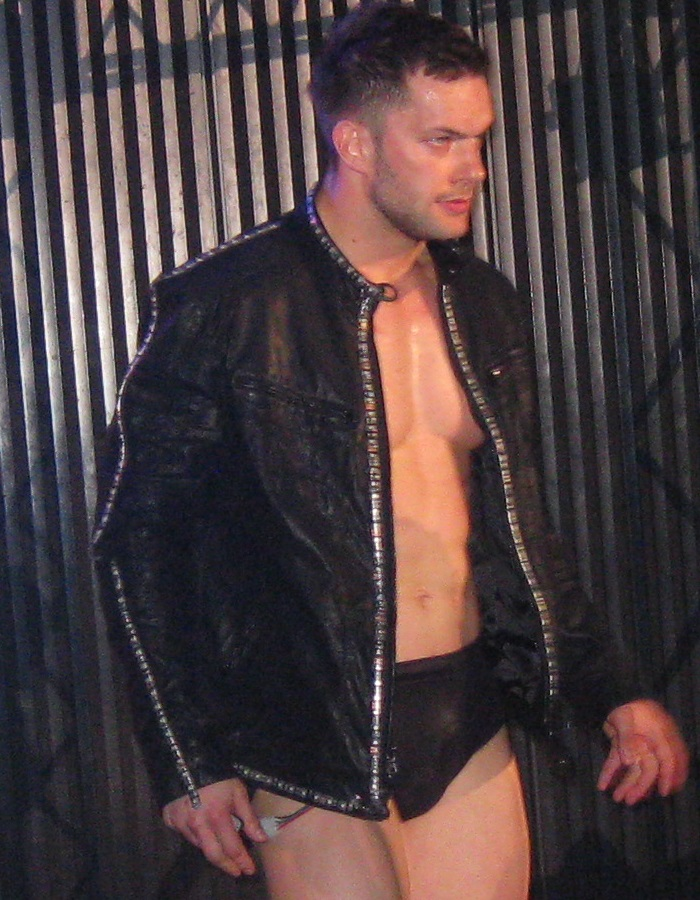
Devitt en junio de 2013.

El primer combate entre los antiguos miembros del Apollo 55 tuvo lugar el 3 de mayo en Wrestling Dontaku 2013, donde Devitt y Fale derrotaron a Taguchi y a Captain New Japan en una lucha por equipos. Más tarde en el evento, Karl Anderson y Tama Tonga se unieron a Devitt y Fale para realizar un ataque contra Hiroshi Tanahashi. El nuevo grupo fue nombrado posteriormente Bullet Club. El 24 de mayo, Devitt ingresó al Best of the Super Juniors 2013, donde terminó ganando la primera fase con un récord limpio de ocho victorias, aunque a menudo recurrió a la ayuda externa de sus compañeros del Bullet Club para ganar sus combates. El 9 de junio, Devitt venció primero a Kenny Omega en las semifinales y luego a Alex Shelley en la final para ganar por segunda vez el torneo. Después de su victoria, Devitt desafió a Hiroshi Tanahashi, al mismo tiempo que nombraba su siguiente objetivo; convertirse en el primer luchador en ganar el Campeonato Peso Pesado Júnior de IWGP y el Campeonato Peso Pesado de IWGP simultáneamente.
El 22 de junio en Dominion 6.22, Devitt derrotó a Tanahashi con la ayuda del Bullet Club para obtener su primer combate por el Campeonato Peso Pesado de IWGP. Más tarde en el evento, el actual Campeón Peso Pesado de IWGP, Kazuchika Okada, aceptó el desafío de Devitt por su título con la condición de que primero defendiera el Campeonato Peso Pesado Júnior de IWGP contra su compañero de Chaos, Gedo. El 5 de julio, Devitt derrotó a Gedo en su cuarta defensa exitosa del título, avanzando al combate por el Campeonato Peso Pesado de IWGP contra Okada. La lucha titular entre los dos se llevó a cabo el 20 de julio y vio a Okada derrotar a Devitt, a pesar de la interferencia del resto de Bullet Club, para retener su título. El 1 de agosto, Devitt derrotó a Okada, con la ayuda de Fale, en el evento principal del primer día del G1 Climax 2013. A pesar de otras tres grandes victorias sobre los ex Campeones Peso Pesado de IWGP Hiroshi Tanahashi, Satoshi Kojima, y Togi Makabe, Devitt no pudo avanzar desde su bloque, terminando con un récord de cinco victorias y cuatro derrotas. La rivalidad entre Devitt y Tanahashi culminó en un Lumberjack Deathmatch el 29 de septiembre en Destruction, donde Tanahashi salió victorioso.

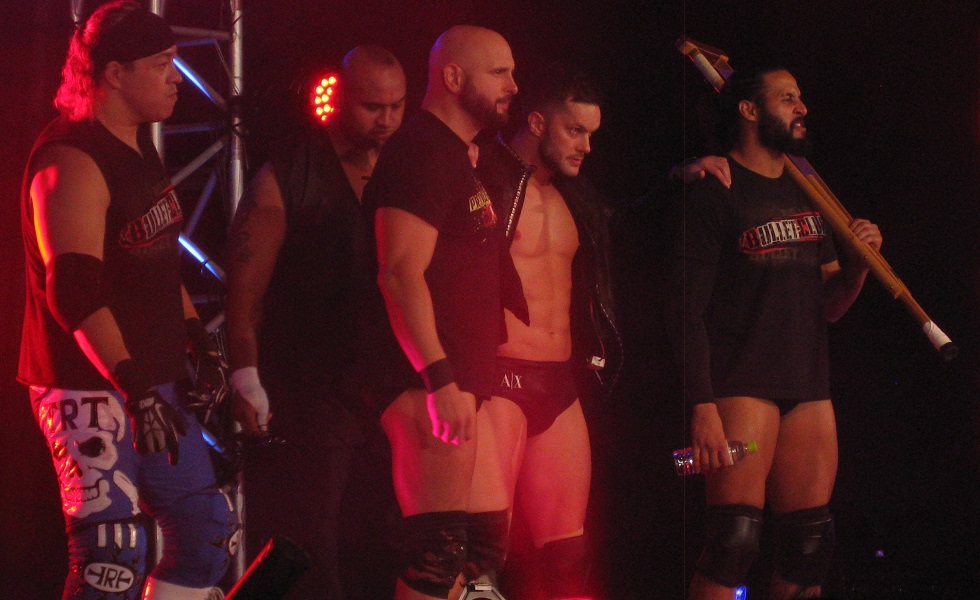
Devitt con el Bullet Club en septiembre de 2013.

Con la rivalidad Tanahashi detrás de él, Devitt se movió hacia una nueva rivalidad con Togi Makabe, quien jugó un papel importante cuando perdió el Deathmatch Lumberjack. Mientras tanto, Devitt también se encontró un nuevo retador por el Campeonato Peso Pesado Júnior de IWGP, el recién llegado Kota Ibushi, quien lo derrotó en una lucha por equipos el 9 de noviembre en Power Struggle, donde él y Bad Luck Fale fueron derrotados por Ibushi y Makabe. Del 23 de noviembre al 7 de diciembre, Devitt y Fale formaron parte del World Tag League 2013, donde finalizaron con un récord de tres victorias y tres derrotas, con una derrota contra el previamente invicto Captain New Japan e Hiroshi Tanahashi en el último día por un lugar en las semifinales.

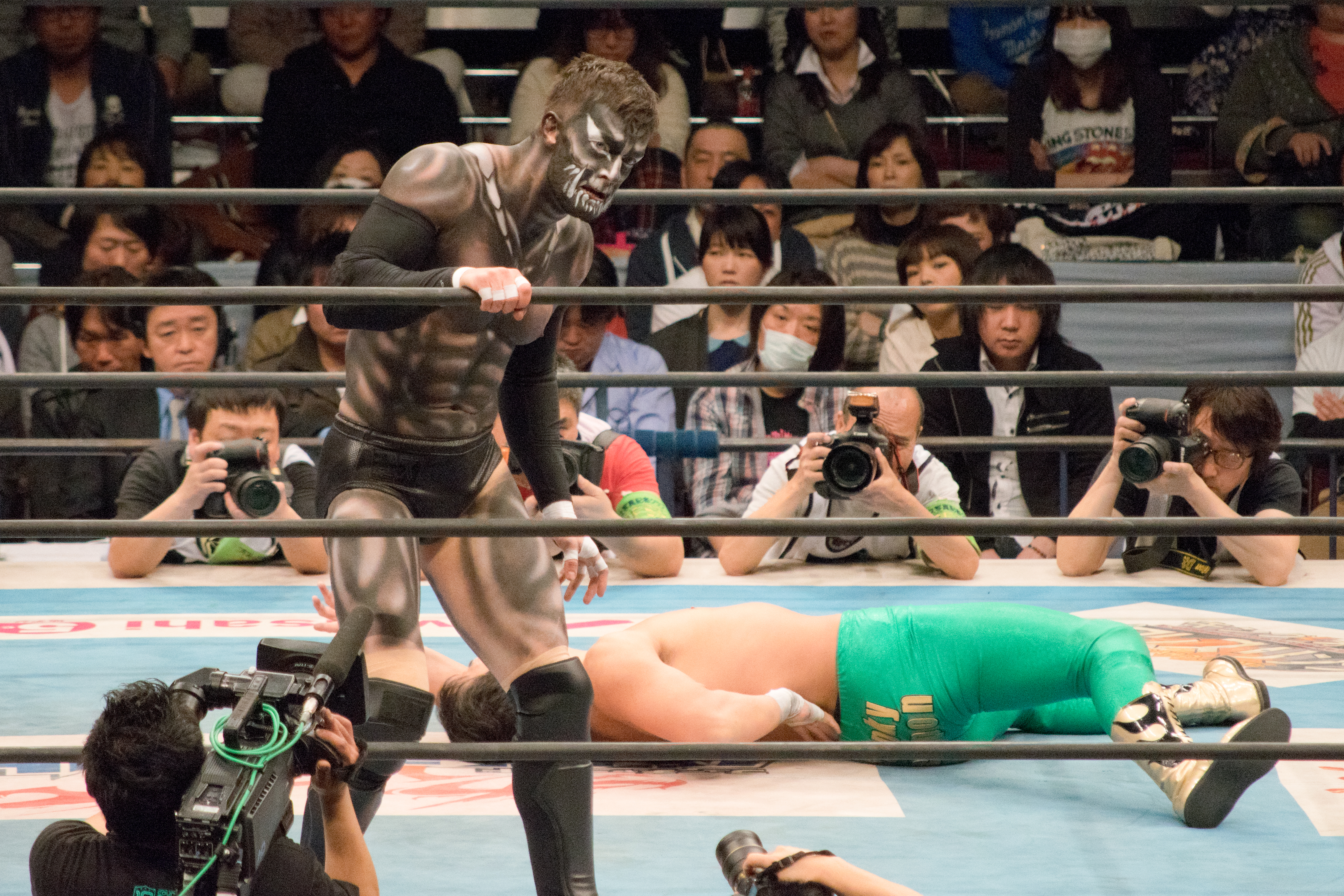
Devitt durante su último combate en NJPW, luchando contra Ryusuke Taguchi en Invasion Attack 2014.

El 4 de enero de 2014 en Wrestle Kingdom 8 en Tokyo Dome, el reinado de Devitt de catorce meses como Campeón Peso Pesado Júnior de IWGP llegó a su fin, cuando perdió el título contra Kota Ibushi en su quinta defensa. Devitt luchó todo el combate con una pintura facial y corporal completa, que continuó usando para sus combates más grandes durante el resto de su carrera en NJPW. Al día siguiente, Devitt fue atacado por el regreso de Ryusuke Taguchi, quien había estado fuera de la acción por una lesión durante los últimos siete meses, volviendo a encender la rivalidad entre los dos excompañeros. El 6 de abril en Invasion Attack 2014, un año después de la ruptura de Apollo 55, Devitt se enfrentó a Taguchi en una lucha de resentimiento individual. Durante el combate, Devitt repetidamente le dijo a The Young Bucks (Matt y Nick Jackson), los dos miembros más nuevos de Bullet Club, que no interfirieran en la lucha, lo que eventualmente los llevó a atacarlo. Al final, Taguchi derrotó a Devitt, después de lo cual los dos hombres se estrecharon la mano, terminando su rivalidad entre ellos. Al día siguiente, New Japan anunció la renuncia de Devitt a la promoción.

### WWE (2014-presente)

#### NXT Wrestling (2014-2016)

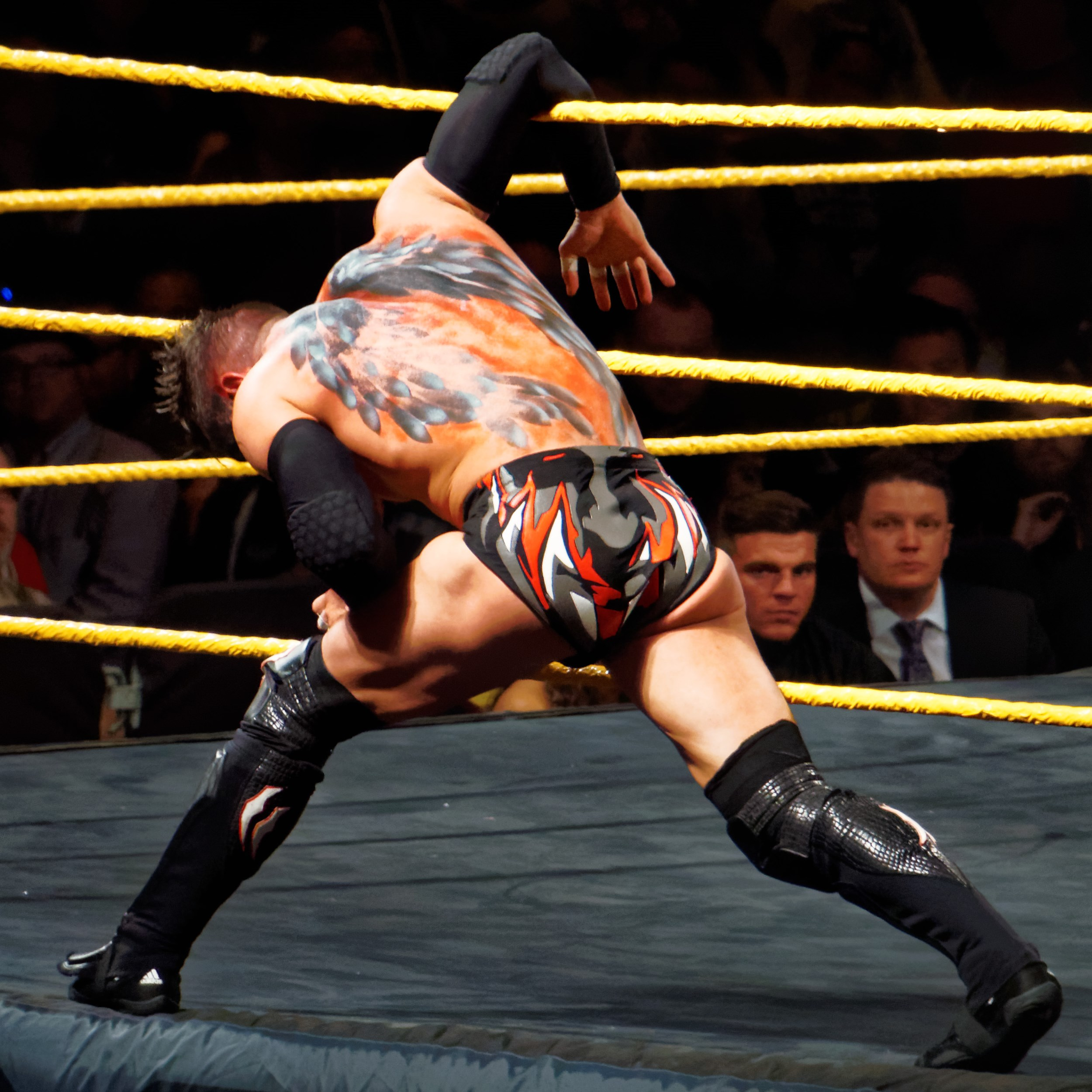
Bálor con su pintura facial y corporal en 2015.

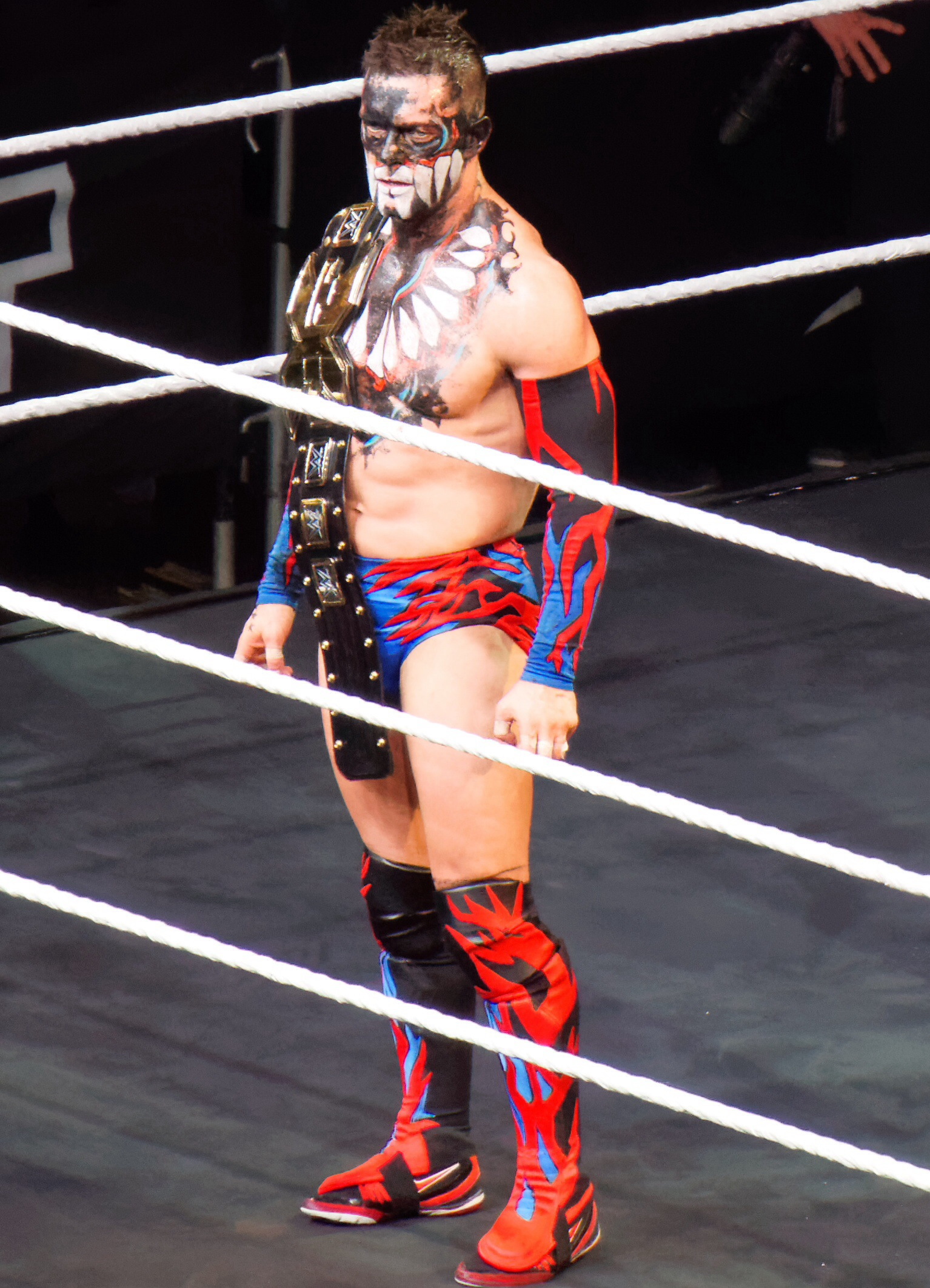
Bálor después de retener el Campeonato de NXT en NXT TakeOver: Dallas en abril de 2016.

El 15 de mayo de 2014, se informó que Devitt había firmado con la WWE y se uniría a NXT, el territorio de desarrollo de la promoción, una vez que obtuvo una visa. El 28 de julio, WWE confirmó oficialmente la firma de Devitt, anunciando que se reportaría con NXT ese mismo día. El 24 de septiembre, su nuevo nombre se reveló como Finn Bálor, derivado de figuras mitológicas irlandesas Fionn mac Cumhaill y Balor (este último también es gaélico para "Demon King"). Bálor hizo su debut en NXT al día siguiente, ayudando a Hideo Itami contra The Ascension (Konnor y Viktor). En su lucha de debut el 23 de octubre, él & Itami derrotaron a Justin Gabriel & Tyson Kidd. Después de tener un feudo con The Ascension, Bálor & Itami los derrotaron el 11 de diciembre en NXT TakeOver: R Evolution. Bálor también debutó con su pintura corporal exclusiva ese día. Luego de eso, Bálor participó en un torneo para determinar al contendiente #1 al Campeonato de NXT, derrotando a Curtis Axel en la primera ronda, Hideo Itami en las semifinales y Adrian Neville en la final en NXT TakeOver: Rival. Bálor recibió su lucha por el título contra Kevin Owens el 25 de marzo, pero no tuvo éxito en ganar el campeonato.
Después de derrotar a Tyler Breeze el 20 de mayo en NXT TakeOver: Unstoppable, Bálor recibió otra oportunidad por el título contra Owens en The Beast in the East en Tokio, derrotándolo para ganar el Campeonato de NXT. Bálor derrotó a Owens en un Ladder match para retener el título el 22 de agosto en NXT TakeOver: Brooklyn. Más tarde, Bálor entró en el torneo Dusty Rhodes Tag Team Classic en agosto, emparejándose con Samoa Joe y derrotando a The Lucha Dragons (Sin Cara y Kalisto) en la primera ronda, Enzo Amore & Colin Cassady en los cuartos de final, Dash Wilder & Scott Dawson en las semifinales y Baron Corbin & Rhyno en la final en NXT TakeOver: Respect para ganar el torneo. Después de su combate titular contra Apollo Crews, Joe traicionó a Bálor y lo atacó, lo que provocó un feudo entre los dos. En NXT TakeOver: Londres, Bálor derrotó a Joe para retener el título. El 1 de abril en NXT TakeOver: Dallas, Bálor retuvo el Campeonato de NXT en una revancha contra Joe. El 17 de abril, Bálor se convirtió en el campeón de NXT más largo de la historia al superar el récord anterior de Neville de 287 días. El 21 de abril, Bálor perdió el Campeonato de NXT ante Joe en un evento en vivo en Lowell, Massachusetts, terminando su reinado en 292 días. En NXT TakeOver: The End, Bálor perdió contra Joe en el primer Steel Cage match de NXT en una revancha por el Campeonato de NXT, marcando su primera derrota en TakeOver y, posteriormente, su primera derrota bajo su personaje "Demon". Bálor tuvo su última lucha en NXT el 30 de julio, haciendo equipo con Shinsuke Nakamura para derrotar a Bobby Roode & Samoa Joe.

#### 2016-2017
El 19 de julio, Bálor fue reclutado por la marca Raw como la quinta selección en el Draft de la WWE de 2016, y luego declaró que debió haber sido la primera elección. Hizo su primera aparición en la marca en el episodio del 25 de julio de Raw (el día de su cumpleaños número 35), donde ganó el derecho de competir por el recién creado Campeonato Universal de WWE en SummerSlam al derrotar primero a Rusev, Cesaro y Kevin Owens en un Fatal 4-Way match y luego a Roman Reigns, quien también había ganado un Fatal 4-Way match. En SummerSlam, Bálor derrotó a Seth Rollins para convertirse en el inaugural Campeón Universal de WWE, su primer título mundial. Después de eso, WWE.com informó que había sufrido una lesión en el hombro durante la lucha y una resonancia magnética reveló una rotura labrum que requeriría cirugía, la cual fue exitosa. Debido a esto, se esperaba que Bálor estuviera fuera de la acción de cuatro a seis meses, por lo que el gerente general de Raw, Mick Foley, anunció en Twitter que Bálor renunciaría a su recientemente ganado Campeonato Universal de WWE debido a su lesión. Mientras se recuperaba de su lesión, Bálor aparecería en el evento exclusivo del torneo por el Campeonato de Reino Unido de WWE Network.
El 22 de febrero de 2017, Bálor regresó a NXT para ayudar a Shinsuke Nakamura, quien había sido superado en número por Andrade "Cien" Almas y Bobby Roode. El 10 de marzo, Bálor hizo su regreso al ring en un evento en vivo en un Six-man Tag Team match, haciendo equipo con Chris Jericho & Sami Zayn para vencer a Kevin Owens, Samoa Joe & Triple H. Bálor hizo su regreso a la televisión después de WrestleMania 33 en el episodio del 3 de abril de Raw, haciendo equipo con su ex rival Seth Rollins para enfrentarse a Kevin Owens & Samoa Joe, a quienes derrotaron. Durante las siguientes semanas, Bálor obtendría victorias sobre Jinder Mahal y Curt Hawkins mientras recibía una advertencia ominosa de Bray Wyatt y era confrontado por Luke Gallows y Karl Anderson. El 4 de junio en Extreme Rules, Bálor compitió en un Fatal 5-Way Extreme Rules match para determinar al contendiente #1 al Campeonato Universal de WWE de Brock Lesnar contra Seth Rollins, Roman Reigns, Samoa Joe y Bray Wyatt, en el que Bálor fue derrotado después de desmayarse ante el Coquina Clutch de Joe.

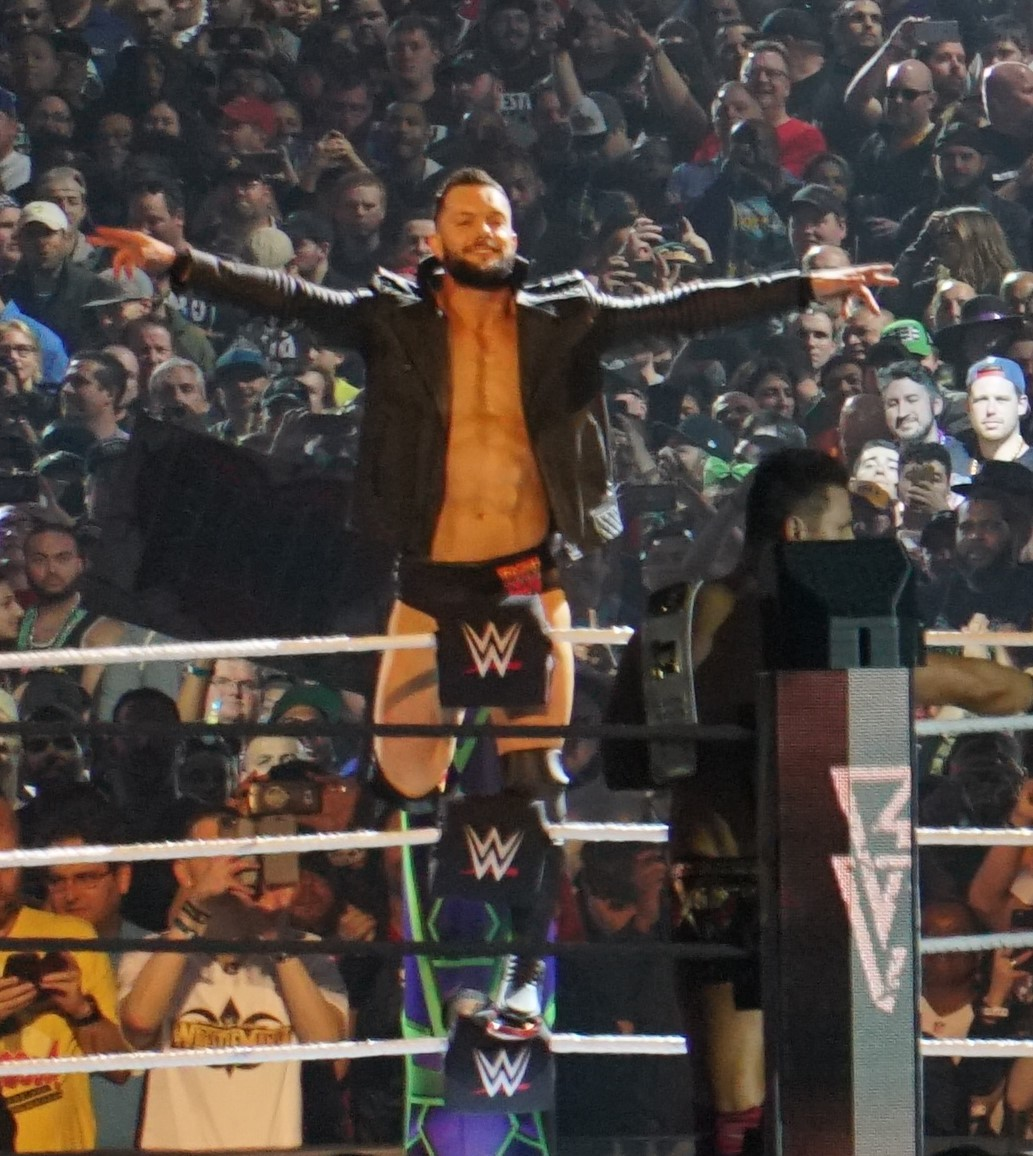
Bálor haciendo su entrada durante WrestleMania 34 en abril de 2018.

En las semanas previas a SummerSlam, Bálor comenzó un feudo Elias Samson después de que interrumpiera inadvertidamente una de sus actuaciones musicales. Esto condujo a una lucha entre los dos en el episodio del 24 de julio de Raw, donde Samson derrotó a Bálor en un No Disqualification match después de una interferencia de Bray Wyatt. En una lucha entre Bálor y Wyatt en el episodio del 14 de agosto de Raw, Wyatt logró obtener una victoria sobre Bálor. Los dos se enfrentaron en una lucha de revancha en SummerSlam, donde Bálor, como su personaje Demon King, derrotó a Wyatt. El feudo entre los dos continuó a lo largo de los siguientes meses, lo que los llevó a una lucha en No Mercy, donde Bálor derrotó una vez más a Wyatt. Los dos volverían a enfrentarse en una lucha de revancha entre Demon King y el personaje de Wyatt, Sister Abigail, en TLC: Tables, Ladders & Chairs. Sin embargo, Wyatt fue descartado del evento el 20 de octubre debido a una enfermedad, y en su lugar fue reemplazado por AJ Styles. Aunque él derrotó a Styles, los dos mostraron respeto mutuo y señalaron el símbolo de la mano "Too Sweet" el uno al otro después del combate. El 19 de noviembre en Survivor Series, Bálor compitió en el Traditional Survivor Series Elimination Men's match como parte del Team Raw, donde fue el quinto hombre eliminado por Randy Orton, aunque su equipo finalmente salió victorioso.

#### 2018
En el episodio del 1 de enero de 2018 de Raw, Bálor se unió a Luke Gallows & Karl Anderson para derrotar a Elias & The Miztourage (Curtis Axel & Bo Dallas) en un Six-man Tag Team match. La semana siguiente en Raw, el trío se reunió oficialmente para formar Bálor Club, un homenaje a su antiguo equipo. Esa misma noche, derrotaron al Campeón Intercontinental Roman Reigns & a los Campeones en Parejas de Raw Seth Rollins & Jason Jordan en un Six-man Tag Team match. El 28 de enero en Royal Rumble, Bálor participó en su primer Royal Rumble match, ingresando como el número 2, donde duraría más de 57 minutos y eliminaría a cuatro participantes antes de ser eliminado por John Cena. Un mes después en Elimination Chamber, Bálor compitió por primera vez en un Elimination Chamber match, donde el ganador obtendría una oportunidad por el Campeonato Universal de WWE contra Brock Lesnar en WrestleMania 34, pero fue el segundo hombre eliminado por Braun Strowman. A lo largo de marzo y abril, Bálor comenzó un pequeño feudo con The Miz y Seth Rollins por el Campeonato Intercontinental, lo que los llevó a un Triple Threat match por el título en WrestleMania 34 (lo que fue el debut de Bálor en WrestleMania), donde Rollins ganó el campeonato. Tres semanas después en el evento Greatest Royal Rumble, desde Jeddah, Arabia Saudita, Bálor no pudo ganar el Campeonato Intercontinental tras ser derrotado por Rollins en un Ladder Match que también involucró a Miz y Samoa Joe. El 17 de junio en Money in the Bank, Bálor compitió por primera vez en su carrera en un Money in the Bank Ladder match, sin embargo, el combate fue ganado por Strowman.

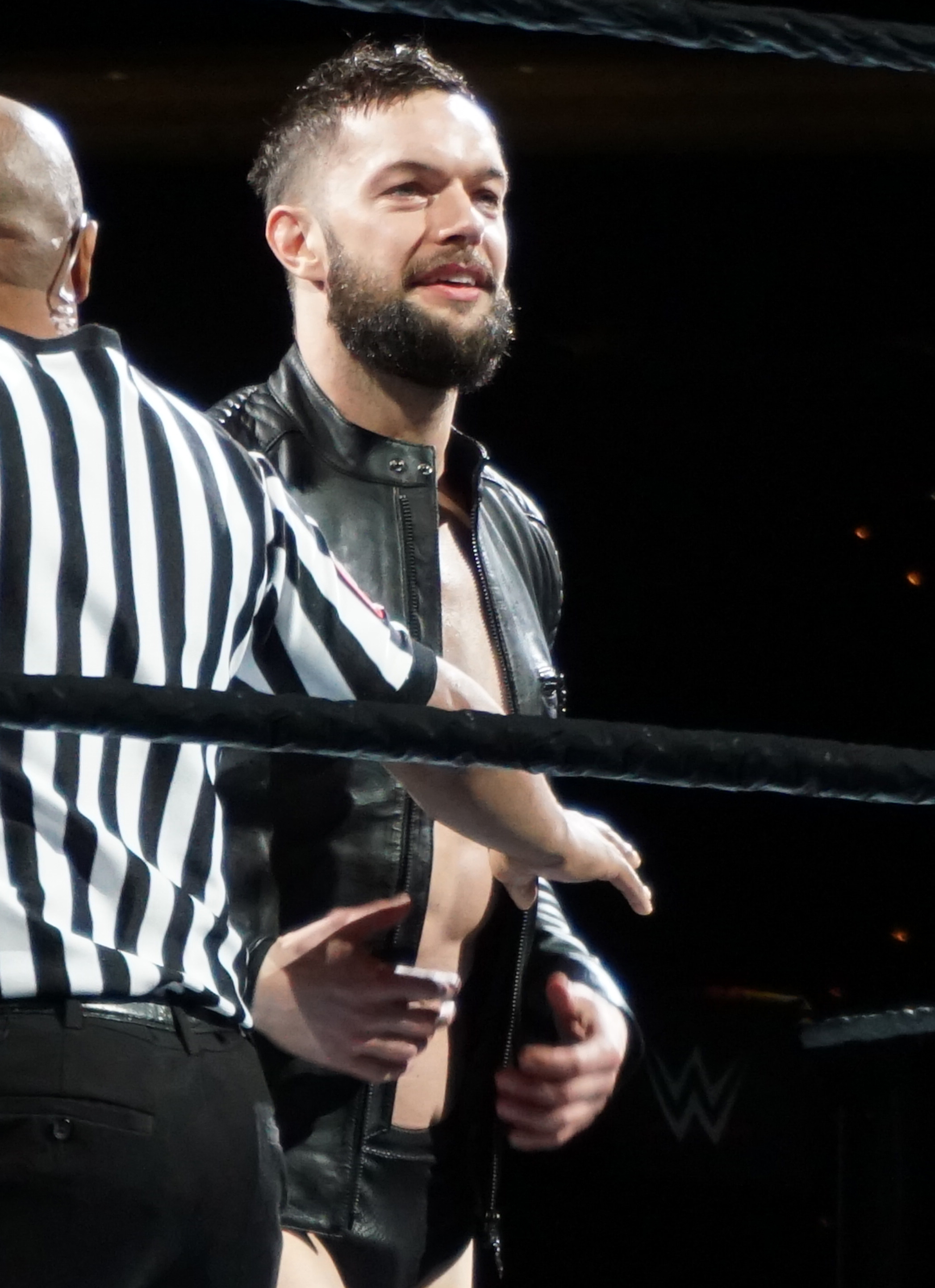
Bálor en marzo de 2018.

Luego de eso, Bálor comenzó un feudo con Baron Corbin, a quien derrotó en dos ocasiones diferentes: el 15 de julio en Extreme Rules y el 19 de agosto en SummerSlam como su personaje Demon King. La noche siguiente en Raw, Bálor finalmente recibió su revancha titular por el Campeonato Universal de WWE contra el recién coronado campeón Roman Reigns, sin embargo no logró recuperar el título. Durante los siguientes meses, Bálor competiría en varios combates contra luchadores como Jinder Mahal y Bobby Lashley. En noviembre, Bálor comenzó un feudo con Drew McIntyre quien actuó como si intentara salvarlo de un ataque de Lashley solo para atacarlo él mismo. Durante ese tiempo, Bálor fue anunciado como parte del Team Raw en un Traditional Survivor Series Elimination Men's match contra el Team SmackDown en Survivor Series, donde fue el primer hombre del equipo en ser eliminado por Rey Mysterio.
El 24 de noviembre en el evento en vivo Starrcade, Bálor fue derrotado por Drew McIntyre. Sin embargo, en TLC: Tables, Ladders & Chairs, Bálor derrotó a McIntyre gracias a la ayuda de Dolph Ziggler. Más tarde esa misma noche, Ziggler interrumpió una entrevista realizada a Bálor tras bastidores, alegando que Bálor había derrotado a McIntyre gracias a su ayuda y que sin él no hubiera podido hacerlo, lo que causó un pequeño altercado entre los dos. Esto provocó una lucha entre los dos, la cual tuvo lugar la noche siguiente en Raw y terminó sin resultado debido a una interferencia de McIntyre, quien atacó a ambos. Esa misma noche, en las grabaciones del episodio del 24 de diciembre de Raw, Bálor derrotó a Ziggler y McIntyre en un Triple Threat match, terminando su feudo con ambos.

#### 2019

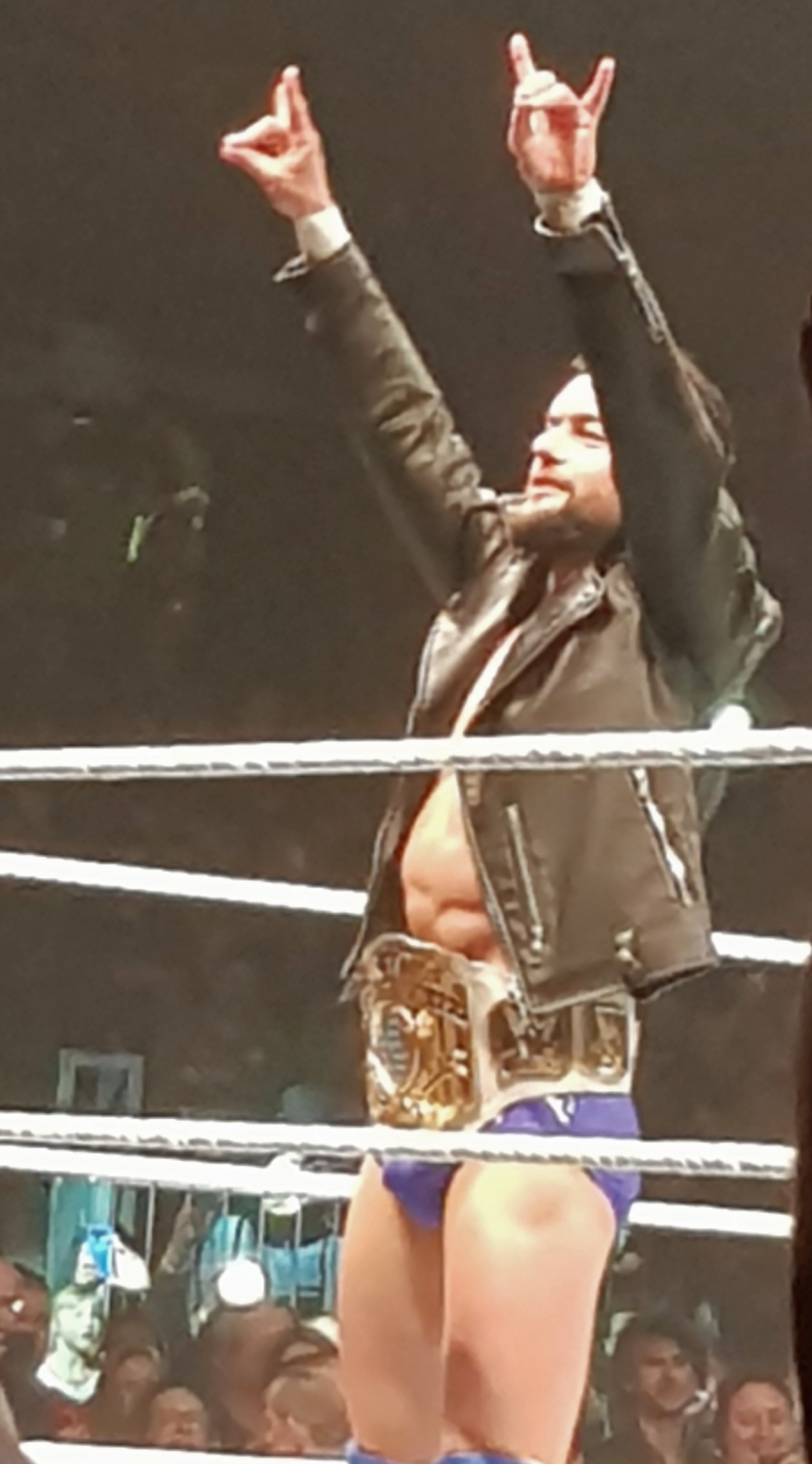
Bálor como Campeón Intercontinental en mayo de 2019.

El 12 de enero de 2019 en NXT UK TakeOver: Blackpool, Bálor hizo una aparición sorpresa como reemplazo de Travis Banks en su lucha contra Jordan Devlin, ya que Banks fue atacado por Devlin ese mismo día. Bálor posteriormente derrotó a Devlin después de aplicarle un Coup de Grâce. En el episodio del 14 de enero de Raw, luego de que Braun Strowman fue retirado de la lucha por el Campeonato Universal de WWE contra Brock Lesnar en Royal Rumble después de dañar la limusina de Vince McMahon, Bálor fue colocado en un Fatal 4-Way contra Drew McIntyre, John Cena y Baron Corbin para determinar quien tomaría el lugar de Strowman en la lucha titular contra Lesnar en el evento, en el que Bálor salió victorioso después de cubrir a Cena. En Royal Rumble, Bálor no tuvo éxito en derrotar a Lesnar después de ser forzado a rendirse con un Kimura Lock. Después de la lucha, Bálor fue atacado por Lesnar.
El episodio del 28 de enero de Raw, Bálor fue interrumpido por el Campeón Intercontinental Bobby Lashley y Lio Rush mientras Bálor estaba abordando su derrota contra Lesnar, y posteriormente fue atacado por Lashley, lo que provocó un feudo entre los dos. El 17 de febrero en Elimination Chamber, Bálor derrotó a Lashley & Rush en un 2-on-1 Handicap match para capturar el Campeonato Intercontinental por primera vez en su carrera, después de que Bálor cubriera a Rush. Dos semanas después en Raw, Bálor tuvo su primera defensa exitosa del campeonato cuando derrotó a Lio Rush en una lucha individual. En la edición del 11 de marzo de Raw, Bálor se enfrentó a Lashley en una lucha de revancha por el Campeonato Intercontinental. Bálor perdió la lucha y el campeonato ante Lashley tras una interferencia de Lio Rush, terminando su reinado en 22 días. En la edición del 25 de marzo de Raw, Bálor derrotó a Lashley & Jinder Mahal en un 2-on-1 Handicap match para ganar una lucha de revancha por el Campeonato Intercontinental en WrestleMania 35. En el evento, Bálor, usando su personaje de Demon King, derrotó a Lashley para recuperar el Campeonato Intercontinental, ganando el título por segunda vez en su carrera. La noche siguiente en Raw, Bálor derrotó a Sami Zayn en una improvisada defensa titular. La semana siguiente en Raw, Bálor fue derrotado por Andrade (quien recién había sido traspasado a Raw debido al Superstar Shake-up) debido a una interferencia de Zelina Vega.
La noche siguiente en SmackDown, debido al Superstar Shake-up, Bálor fue traspasado a SmackDown junto con el Campeonato Intercontinental e hizo su debut en la marca esa misma noche, derrotando a Ali en una lucha no titular. La semana siguiente en el episodio del 23 de abril de SmackDown, Bálor salió victorioso en una lucha de revancha contra Andrade, quien había sido traspasado nuevamente a SmackDown. En Money in the Bank, Bálor participó en el Money in the Bank Ladder match, pero el combate fue ganado por Brock Lesnar (quien fue añadido al combate de último momento como reemplazo de Sami Zayn). En el evento Super Show-Down, desde Jeddah, Arabia Saudita, Balor defendió el título contra Andrade, usando su personaje de Demon King. En el kick-off de Extreme Rules, Bálor perdió el Campeonato Intercontinental ante Shinsuke Nakamura. La noche siguiente en Raw, después de perder una lucha individual contra Samoa Joe, Bálor fue atacado sorpresivamente por un Bray Wyatt que hacía su regreso vestido como "The Fiend" ("El Demonio"), quien le aplicó un Sister Abigail a Bálor. En el episodio del 23 de julio de SmackDown, Wyatt aceptó el desafío de Bálor para una lucha contra The Fiend en SummerSlam. En el evento, Bálor perdió ante The Fiend.

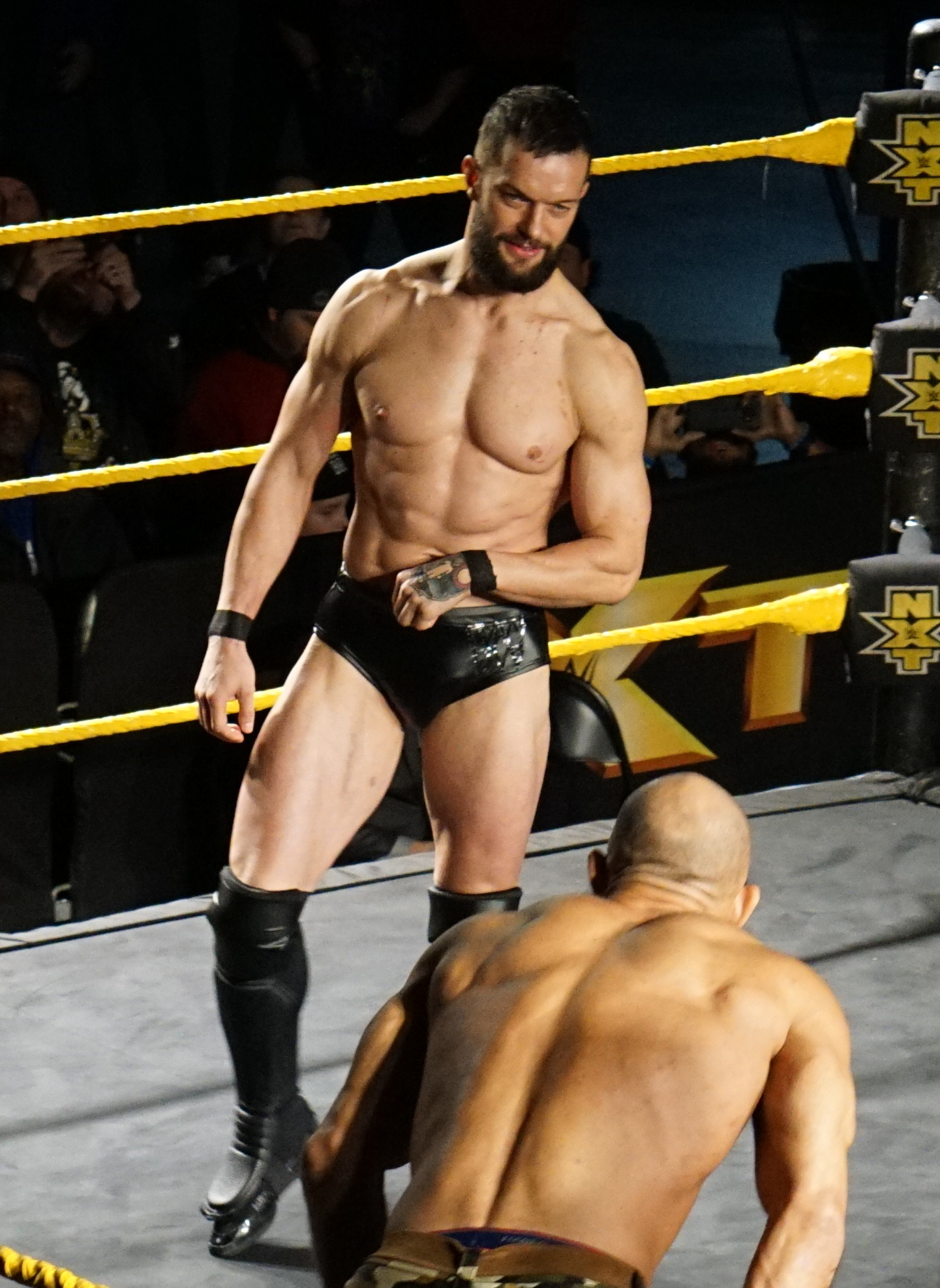
Bálor haría su retorno a NXT en octubre de 2019.

Después de casi dos meses de ausencia de la televisión, Bálor regresó a la programación de la WWE en el episodio del 2 de octubre de NXT, confrontando al Campeón de NXT Adam Cole después de la defensa titular de este último contra Matt Riddle y anunció oficialmente su regreso a NXT (ya que ha crecido de un territorio de desarrollo en el primer período de Bálor a una tercera marca global dentro de WWE). En el episodio del 23 de octubre de NXT, Bálor se convirtió en heel por primera vez en su carrera en la WWE, cuando ayudó a The Undisputed Era a atacar a Johnny Gargano y Tommaso Ciampa En noviembre, Bálor comenzó una pelea con Matt Riddle , lo que lleva a un Combate entre los dos para NXT TakeOver: WarGames, [237] donde Bálor salió victorioso. [238] Después de esto, Bálor desafió a Adam Cole por el Campeonato NXT en el episodio del 18 de diciembre de NXT, que perdió después de una distracción del regreso de Johnny Gargano. [239]

#### 2020
Gargano retó a Bálor a un partido en NXT TakeOver: Portland el 16 de febrero de 2020, que ganó Bálor. En el episodio del 22 de abril de 2020 de NXT, Bálor tenía programado un enfrentamiento contra Velveteen Dream, pero Bálor fue noqueado por alguien desconocido antes de que pudiera salir al aire. Dos semanas después, Bálor llegó a la conclusión de que había una "serpiente escondida en la hierba larga allá atrás" y que quien lo atacó quería un empujón. Bálor aseguró a los fanáticos que no será un empujón, sino más bien una calabaza. Más tarde esa noche tuvo un altercado con Cameron Grimes que resultó en una lucha entre los dos la próxima semana. Durante el combate de la próxima semana, Damian Priest le costó a Bálor el combate usando un palo a espaldas del árbitro. Priest luego reveló que él fue el que atacó a Bálor tres semanas antes, Finn Balor volvió a ser face una vez más. Además, Finn logró recapturar el Campeonato de NXT venciendo a Adam Cole, después que Karrion Kross dejara el título vacante debido a una lesión.
Bálor hizo su regreso el 9 de diciembre episodio de NXT donde fue confrontado por O'Reilly, Pete Dunne y Damian Priest.

#### 2021
Balor luego defendería con éxito el campeonato de NXT en una revancha contra O'Reilly el 6 de enero de 2021 en NXT: New Year's Evil. También lo defendió el título contra Pete Dunne y Adam Cole en NXT TakeOver: Vengeance Day el 14 de febrero y el 10 de marzo en el episodio de NXT respectivamente, y en ambas ocasiones retuvo con éxito. En NXT TakeOver: Stand & Deliver el 8 de abril, Bálor perdió el título ante Karrion Kross, poniendo fin a su segundo reinado a los 212 días. Balor se enfrentaría a Kross en una revancha por el título el 25 de mayo episodio de NXT, pero fue derrotado. Su revancha con Kross marcaría el último combate de Bálor en NXT.
Después de una pausa de dos meses de la televisión, Bálor hizo su regreso en el episodio del 16 de julio de SmackDown. Se enfrentaría al Campeón Universal de la WWE Roman Reigns en dos ocasiones, una el 3 de septiembre en SmackDown y la segunda el 21 de septiembre durante el evento Extreme Rules; Bálor fue derrotado en ambos combates. Como parte del Draft, fue reclutado por la marca Raw, y posteriormente participó en el torneo King of the Ring, perdiendo en la final por Xavier Woods en Crown Jewel.

#### 2022
En el episodio del 28 de febrero de 2022 de Raw, Bálor derrotó a Damian Priest para ganar el Campeonato de los Estados Unidos por primera vez en su carrera. En el SmackDown previo a WrestleMania 38, participaría en el André the Giant Memorial Battle Royal, siendo el último eliminado por Madcap Moss. En el episodio del 18 de abril, Bálor perdió el título ante Austin Theory, poniendo fin a su reinado de 49 días.
En Hell in a Cell el 5 de junio, Bálor se asoció con AJ Styles y Liv Morgan para enfrentar a The Judgment Day (Edge, Damian Priest & Rhea Ripley) en una lucha por equipos mixtos de seis personas, siendo derrotados. Sin embargo, en el episodio siguiente de Raw, Bálor abandonó a Styles y Morgan para unirse a The Judgment Day, ocupando el lugar de Edge como líder del mismo tras el ataque que este recibió a manos de Priest, haciendo de Bálor un heel. En los meses posteriores, Bálor y Priest perdieron ante The Mysterios (Rey & Dominik Mysterio) el 30 de julio en SummerSlam y ante el mismo Rey haciendo equipo con Edge en Clash at the Castle el 3 de septiembre, donde Dominik les dio la espalda para unirse a The Judgement Day. En Extreme Rules el 8 de octubre, Bálor derrotó a Edge en un "I Quit" match. 
El 5 de noviembre en Crown Jewel, The Judgment Day derrotó al recién reformando The O.C. (AJ Styles, Luke Gallows & Karl Anderson). Tres semanas después en Survivor Series WarGames el 26 de noviembre, fue derrotado por Styles y en el siguiente episodio de Raw, junto con Priest, Dominik y Rhea vencieron a Styles, Anderson, Gallows y Mia Yim en una lucha por equipos mixtos para poner fin a su enemistad con Styles.

#### 2023-presente
En Royal Rumble el 28 de enero de 2023, Bálor ingresó al Royal Rumble match varonil en el #20, pero fue eliminado por un Edge que regresaba después de que él y Priest le eliminaran con la ayuda de Dominik. Previo a Elimination Chamber, Bálor y Ripley fueron desafiados por Edge y su esposa en la vida real, Beth Phoenix, a un combate de parejas mixto, el cual aceptaron. El 18 de febrero en el evento, y ante la hostilidad de la multitud canadiense hacia The Judgment Day, estos fueron derrotados luego de que Bálor recibiera un Big Rig de Edge. Dos semanas después, advirtió a Edge que su enemistad no había terminado y lo desafió a un combate en WrestleMania 39, a lo que este aceptó, anunciándose una semana más tarde que la lucha sería un Hell in a Cell. En la noche 2 del evento el 2 de abril, Bálor perdió ante Edge dentro de la celda, su tercera derrota como "The Demón".
En mayo, participaría en el torneo para coronar al poseedor del nuevo Campeonato Mundial Peso Pesado; en cuartos de final se enfrentó a Cody Rhodes y The Miz en una triple amenaza, el cual logró ganar exitosamente. Sin embargo, Bálor cayó en semifinales ante Seth Rollins, quien más tarde ganaría el torneo y sería el nuevo campeón. Bálor y Rollins comenzaron un feudo luego de responsabilizarlo como el causante de su lesión en 2016 que lo orilló a dejar vacante el Campeonato Universal de WWE, desafiándolo a un combate en el evento Money in the Bank en Londres. El 1 de julio en el evento, fue derrotado por Rollins después de que Damian Priest, quien en esa misma noche había ganado el combate de escaleras por el maletín, lo distrajera por accidente al -supuestamente- querer sacar provecho de la lucha. En SummerSlam el 5 de agosto, Bálor nuevamente fracasó en su intento de destronar a Rollins pese a las interferencias de The Judgment Day, concluyendo así su rivalidad. Tras ello, junto con Priest se enfocaría en el Campeonato Indiscutbile en Parejas de la WWE de Kevin Owens & Sami Zayn, derrotándolos en un Steel City Street Fight en Payback el 2 de septiembre. Con esta victoria, Bálor se convirtió en el vigésimo cuarto Campeón de Grand Slam.

## Otros medios
Devitt ha aparecido en siete videojuegos de la WWE como Finn Bálor: WWE 2K16, WWE 2K17, WWE 2K18, WWE 2K19, WWE 2K20, WWE 2K22, WWE 2K23 y WWE 2K24.

## Vida personal

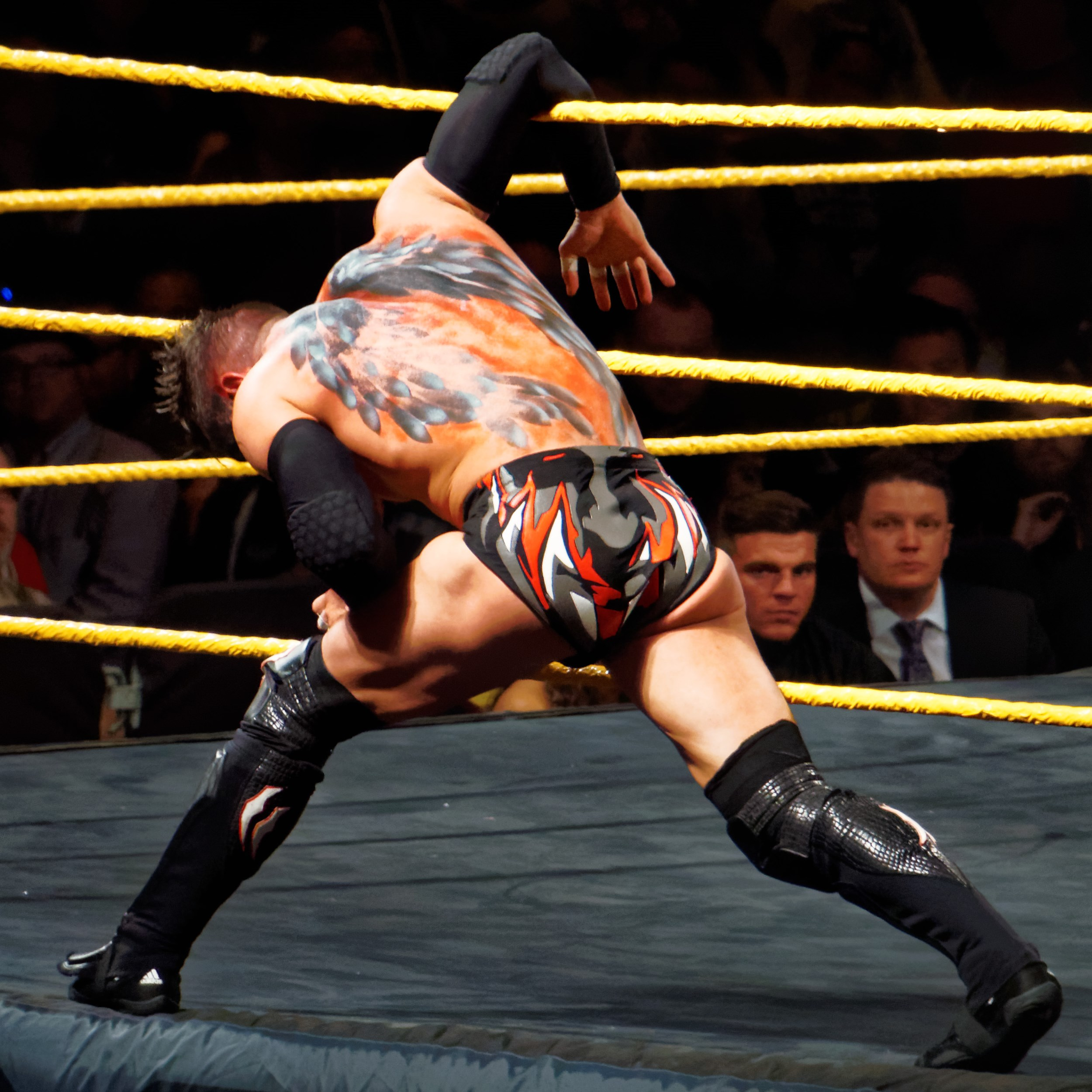
Devitt usa el body paint como parte de su imagen como luchador

Fergal Devitt fue jugador de fútbol y fútbol gaélico antes de convertirse en luchador profesional. Prueba de ello es su fanatismo por el Tottenham Hotspur de la Premier League de Inglaterra. Es amigo de los luchadores Apollo Crews, Dru Onyx, Becky Lynch, Sheamus y Seth Rollins. Devitt es un coleccionista de legos y lector de cómics.
Al igual que algunos luchadores como Jeff Hardy, Goldust, Sting, The Boogeyman y The Ultimate Warrior, Devitt usa pintura corporal como parte de su indumentaria como luchador, aunque solo lo usa en los eventos principales y en ocasiones importantes como en el caso de su victoria por el Campeonato Universal de la WWE en Summerslam 2016 o en la defensa del  Campeonato Peso Pesado Junior de IWGP en Wrestle Kingdom 8
El 19 de agosto de 2019, Devitt se casó con la periodista deportiva Vero Rodríguez en una ceremonia privada en Tulum, Quintana Roo. Su relación se confirmó tras las especulaciones en junio del mismo año durante una entrevista en la final de la Liga de Campeones de la UEFA. Devitt le propuso matrimonio a Rodríguez al día siguiente.

## Campeonatos y logros
- Consejo Mundial de Lucha Libre/CMLL
  - Campeonato Mundial Histórico de Peso Medio de la NWA (1 vez)

- Insane Championship Wrestling
  - ICW Zero-G Championship (1 vez)

- New Japan Pro-Wrestling/NJPW
  - IWGP Junior Heavyweight Championship (3 veces)[192]
  - IWGP Junior Heavyweight Tag Team Championship (6 veces) – con Minoru Tanaka (2) y Ryusuke Taguchi (4)
  - Best of the Super Juniors (2010 y 2013)

- NWA UK Hammerlock
  - NWA British Commonwealth Heavyweight Championship (2 veces)

- Revolution Pro Wrestling/RPW
  - RPW British Cruiserweight Championship (1 vez)

- World Wrestling Entertainment/WWE
  - WWE Universal Championship (1 vez, inaugural)
  - NXT Championship (2 veces)
  - WWE Intercontinental Championship (2 veces)
  - WWE United States Championship (1 vez)
  - World Tag Team Championship (4 veces, actual) - con Damian Priest (2), JD McDonagh (2, actual).
  - SmackDown Tag Team Championship (2 veces) - con Damian Priest
  - Dusty Rhodes Tag Team Classic (Primer ganador) - con Samoa Joe
  - Triple Crown Championship (trigésimo sexto)
  - Grand Slam Championship (vigésimo cuarto)
  - NXT Year–End Award (3 veces)
    - Competidor Masculino del Año (2015)
    - Competidor en General del Año (2015)
    - Lucha del Año (2020) vs. Kyle O'Reilly en NXT TakeOver: 31

- Pro Wrestling Illustrated
  - Situado en el Nº341 en los PWI 500 de 2006[254]
  - Situado en el Nº329 en los PWI 500 de 2007[255]
  - Situado en el Nº217 en los PWI 500 de 2010[256]
  - Situado en el Nº73 en los PWI 500 de 2011[257]
  - Situado en el Nº68 en los PWI 500 de 2012[258]
  - Situado en el Nº38 en los PWI 500 de 2013[259]
  - Situado en el Nº30 en los PWI 500 de 2014[260]
  - Situado en el Nº28 en los PWI 500 de 2015[261]
  - Situado en el Nº3 en los PWI 500 de 2016[262]
  - Situado en el N°28 en los PWI 500 de 2017[263]
  - Situado en el Nº16 en los PWI 500 de 2018[264]
  - Situado en el N°19 en los PWI 500 de 2019
  - Situado en el N°35 en los PWI 500 de 2020
  - Situado en el N°8 en los PWI 500 de 2021
  - Situado en el N°63 en los PWI 500 de 2022

- Rolling Stone
  - NXT Star of the Year (2015)